# Du gehst nicht aus meinem Kopf
Du gehst nicht aus meinem Kopf ist ein Lied des deutschen Rappers Kay One aus dem Jahr 2022, in Zusammenarbeit mit dem deutschen Popsänger Mike Singer.

## Entstehung und Veröffentlichung
Geschrieben wurde das Lied von Mikkel Eriksen, Tor Hermansen und Shaffer Smith (Ne-Yo). Für die Produktion zeichnete Boris Fleck (Stard Ova) verantwortlich.
Die Erstveröffentlichung von Du gehst nicht aus meinem Kopf erfolgte als Single am 29. April 2022 im Selbstverlag Kay Ones. Diese erschien als digitaler Einzeltrack zum Download und Streaming.

## Inhalt
Der Liedtext handelt von einem männlichen lyrischen Ich, dass unglücklich in sein Gegenüber verliebt ist, dass seine Liebe nicht erwidert und ihm auch keine Nachricht zukommen lässt. Die Hooklines werden von Mike Singer interpretiert.

„Du gehst nicht aus mei'm Kopf, Babe, es tut so weh.

So viele Nächte, die mich so quäl'n.

Oh, mein Herz kalt wie Eis, weil du mir so fehlst.

Sag, warum bin ich dir scheißegal? Oh-oh.“

## Musikvideo
Das Musikvideo zu Du gehst nicht aus meinem Kopf entstand unter der Regie von Lito Lamas und zählte bis Oktober 2024 über 800 Tausend Aufrufe auf der Videoplattform YouTube.

## Chartplatzierungen
| ChartsChartplatzierungen | Höchstplatzierung | Wochen |
| ------------------------ | ----------------- | ------ |
| Deutschland (GfK)        | 88 (1 Wo.)        | 1      |